# 1987 في الولايات المتحدة
فيما يلي قوائم الأحداث التي وقعت خلال عام 1987 في الولايات المتحدة.

## أحداث
- 15 نوفمبر – خطوط كونتيننتال الجوية الرحلة 1713
- 16 أغسطس – خطوط نورث ويست الجوية الرحلة 255
- 1 يناير – دراغون كون
- 1 يناير – ساوث باي ساوث واست

## سياسة

### تعيين في المنصب
- 1 يناير – جوزيف كيندي الثاني عضو مجلس النواب الأمريكي.
- 1 يناير – ديك زيمر عضو مجلس ولاية نيوجيرسي.
- 1 يناير – روبرت بيرد Majority leader [الإنجليزية]‏.
- 1 يناير – ستيف باير Indiana Attorney General [الإنجليزية]‏.
- 3 يناير – باربرا مايكولسكي عضو مجلس الشيوخ الأمريكي.
- 3 يناير – بروك ادامز عضو مجلس الشيوخ الأمريكي.
- 3 يناير – بوب غراهام عضو مجلس الشيوخ الأمريكي.
- 3 يناير – جون ماكين عضو مجلس الشيوخ الأمريكي.
- 3 يناير – كينت كونراد عضو مجلس الشيوخ الأمريكي.
- 3 يناير – هاري ريد عضو مجلس الشيوخ الأمريكي.
- 5 يناير – تومي تومبسون حاكم ولاية ويسكونسن [الإنجليزية]‏.
- 5 يناير – سيسل أندروس Governor of Idaho  [لغات أخرى]‏.
- 12 يناير – ماريا كانتويل عضو مجلس نواب واشنطن.
- 12 يناير – نيل غولدشميت حاكم ولاية أوريغون [الإنجليزية]‏.
- 12 يناير – هنري لويس بيلمن حاكم أوكلاهوما [الإنجليزية]‏.
- 1 فبراير – مارلن فيتزواتر السكرتير الصحفي للبيت الأبيض.
- 1 مايو – جيم ويب الأمين العام.
- 26 مايو – وليام هيدجكوك وبستر مدير الاستخبارات المركزية.
- 14 سبتمبر – جيمس بيلينغتون أمين مكتبة الكونغرس.
- 23 نوفمبر – جون نيغروبونتي نائب مستشار الأمن القومي (الولايات المتحدة).
- 23 نوفمبر – فرانك كارلوتشي وزير الدفاع الأمريكي.
- 23 نوفمبر – كولن باول مستشار الأمن القومي الأمريكي.
- 3 ديسمبر – جيمس ه بيرنلي الرابع وزير النقل الأمريكي.

### انتهاء فترة المنصب
- 1 يناير – ترينت فرانكس عضو مجلس نواب أريزونا.
- 1 يناير – ديك زيمر عضو جمعية نيوجيرسي العامة.
- 3 يناير – باربرا مايكولسكي عضو مجلس النواب الأمريكي.
- 3 يناير – بوب غراهام حاكم ولاية فلوريدا [الإنجليزية]‏.
- 3 يناير – توماس إيغلتون عضو مجلس الشيوخ الأمريكي.
- 3 يناير – جاك كمب رئيس المؤتمر الجمهوري لمجلس النواب الأمريكي [الإنجليزية]‏.
- 3 يناير – جون ماكين عضو مجلس النواب الأمريكي.
- 3 يناير – جيمس روبرت جونز عضو مجلس النواب الأمريكي.
- 3 يناير – سليد غورتون عضو مجلس الشيوخ الأمريكي.
- 3 يناير – نيل أبركرومبي عضو مجلس النواب الأمريكي.
- 3 يناير – هاري ريد عضو مجلس النواب الأمريكي.
- 6 يناير – بروس بابيت حاكم ولاية أريزونا  [لغات أخرى]‏.
- 7 يناير – جوزيف إ. برينان حاكم مين [الإنجليزية]‏.
- 9 يناير – بوب كيري حاكم نبراسكا [الإنجليزية]‏.
- 14 يناير – ريتشارد رايلي حاكم كارولينا الجنوبية [الإنجليزية]‏.
- 17 يناير – لامار ألكسندر حاكم تينيسي [الإنجليزية]‏.
- 19 يناير – جورج والاس حاكم ألاباما [الإنجليزية]‏.
- 20 يناير – ديك ثورنبورغ حاكم ولاية بنسلفانيا [الإنجليزية]‏.
- 1 فبراير – لاري سبيكس السكرتير الصحفي للبيت الأبيض.
- 1 مارس – بات بوكانان ادارة الاتصالات في البيت الأبيض.
- 25 مايو – وليام هيدجكوك وبستر رئيس مكتب التحقيقات الفيدرالي.
- 30 سبتمبر – إليزابيث دول وزير النقل الأمريكي.
- 23 نوفمبر – فرانك كارلوتشي مستشار الأمن القومي الأمريكي.
- 23 نوفمبر – كاسبار واينبرغر وزير الدفاع الأمريكي.
- 8 ديسمبر – ستيف باشير نائب حاكم كنتاكي [الإنجليزية]‏.
- 8 ديسمبر – مارثا ليان كولينز حاكم كنتاكي [الإنجليزية]‏.

## ظهور
- 1 يناير – أليس إن تشاينز
- 1 يناير – إيمو
- 1 يناير – بانك
- 1 يناير – جلام ميتال
- 1 يناير – داء الزهايمر والاضطرابات المرتبطة به
- 1 يناير – سموث كريمنال
- 1 يناير – صحة الرجل
- 1 يناير – غرين دي
- 1 يناير – نيرفانا

## أفلام
من الأفلام التي صدرت هذه السنة في الولايات المتحدة:
- 1 يناير – أخبار الإذاعة من إخراج جيمس بروكس.
- 1 يناير – أميركان نينجا 2: ذا كانفيتيشن من إخراج سام فيرستينبرغ.
- 1 يناير – اغتيال من إخراج بيتر هنت.
- 1 يناير – الأصدقاء الثلاثة من إخراج جون لانديس.
- 1 يناير – البلدة الكبيرة من إخراج هارولد بيكر (مخرج).
- 1 يناير – الشر المميت 2 من إخراج سام رايمي.
- 1 يناير – حيا أو ميتا من إخراج غاري شيرمان.
- 1 يناير – الممنوع لمسهم من إخراج براين دي بالما.
- 1 يناير – إشتار من إخراج إيلين مي.
- 1 يناير – إمبراطورية الشمس من إخراج ستيفن سبيلبرغ.
- 1 يناير – الفيلم الرئيسية الأخيرة من إخراج جنيفر فوكس.
- 1 يناير – حسرة ريدج من إخراج كلينت إيستوود.
- 1 يناير – ريسينغ أريزونا من إخراج إيثان كوين، جويل كوين.
- 1 يناير – زواج بيجي سو من إخراج فرانسيس فورد كوبولا.
- 1 يناير – فيلم أطفال وستبفورد من إخراج Alan J. Levi [الإنجليزية]‏.
- 1 يناير – لا مفر من إخراج روجر دونالدسون.
- 1 يناير – مجذوبة القمر من إخراج نورمان جويسون.
- 1 يناير – مقهى بغداد من إخراج بيرسي أدلون.
- 1 يناير – هارد تيكت تو هاواي من إخراج Andy Sidaris [الإنجليزية]‏.
- 1 يناير – هاري وآل هندرسون من إخراج وليام عزيزي.
- 1 يناير – وول ستريت من إخراج أوليفر ستون.
- 6 مارس – السلاح القاتل من إخراج ريشارد دونر.[1]
- 12 يونيو – السحرة من إيستويك من إخراج جورج ميلر.
- 12 يونيو – بريداتور من إخراج جون مكتيرنان.[2]
- 17 يونيو – فل ميتال جاكيت من إخراج ستانلي كوبريك.
- 26 يونيو – سبيسبولز من إخراج ميل بروكس.[3]
- 1 يوليو – الفضاء الداخلي من إخراج جو دانتي.
- 17 يوليو – روبوكوب من إخراج بول فيرهويفن.[4]
- 31 يوليو – الأولاد الضائعون من إخراج جويل شوماخر.
- 15 أغسطس – الذبابة من إخراج ديفد كروننبرغ.
- 21 أغسطس – رقص قذر من إخراج إيميل آردونيلو [الإنجليزية]‏.[5]
- 11 سبتمبر – جاذبية قاتلة من إخراج أدريان لين.
- 17 أكتوبر – لون المال من إخراج مارتن سكورسيزي.
- 12 نوفمبر – الأميرة العروس من إخراج روب راينر.
- 19 ديسمبر – حياة كينج كونج من إخراج John Guillermin [الإنجليزية]‏.
- 19 ديسمبر – فصيلة من إخراج أوليفر ستون.

## برامج ومسلسلات وأنمي
- آلف
- الدببة الطيبون
- السنافر

## موسيقى

### أغاني
من الأغاني التي صدرت هذه السنة في الولايات المتحدة:
- 25 فبراير – لا آيسلا بونيتا من غناء مادونا.
- 1 أبريل – عشاء توم من غناء سوزان فيغا.

## كتب
من الكتب التي صدرت هذه السنة في الولايات المتحدة:
- 1 يناير – اغلاق العقل الأميركي من تأليف آلن بلوم.
- 1 يناير – العلم وآفاق المستقبل من تأليف إسحق عظيموف.
- 1 يناير – المشكال من تأليف دانيال ستيل.
- 1 يناير – إيفا لونا من تأليف إيزابيل الليندي.
- 1 فبراير – أشياء رقيقة من تأليف دانيال ستيل.
- 1 سبتمبر – داليا السوداء من تأليف جيمس إلروي.
- 1 سبتمبر – محبوبة من تأليف توني موريسون.
- 1 نوفمبر – ترامب: فن الصفقة من تأليف دونالد ترامب، توني شوارتز.

## مواليد

### يناير
- 1 يناير – أفتون ويليامسون
- 1 يناير – ري فيشر
- 1 يناير – ميريل ديفيس
- 2 يناير – شلي هينينج ممثلة أمريكية.[6]
- 2 يناير – لورين ستورم
- 4 يناير – ماريسا كولمان لاعبة كرة سلة أمريكية.
- 5 يناير – كريستين كافياري
- 7 يناير – ليندسي فونسيكا ممثلة أمريكية.
- 8 يناير – كريس دوغلاس روبرتس لاعب كرة سلة أمريكي.
- 11 يناير – بريان جانيوري لاعبة كرة سلة أمريكية.
- 12 يناير – نايا ريفيرا ممثلة ومغنية أمريكية.[7]
- 15 يناير – كيلي كيلي
- 15 يناير – مارك ديفيس ملاكم من الولايات المتحدة الأمريكية.
- 17 يناير – توني كروكر لاعب كرة سلة من الولايات المتحدة الأمريكية.
- 17 يناير – ريكي فرانكلين لاعب كرة سلة من الولايات المتحدة الأمريكية.
- 17 يناير – مارك سانشيز لاعب كرة سلة أمريكي.
- 19 يناير – شون براون
- 20 يناير – ايفان بيترز ممثل أمريكي.
- 20 يناير – إيفي ليفان مغنية أمريكية.[8]
- 23 يناير – بيري ستيفنسون لاعب كرة سلة أمريكي.
- 24 يناير – كيا فون لاعبة كرة سلة أمريكية.
- 26 يناير – أندرو جاي فيرشلاند ممثل أمريكي.
- 27 يناير – أنطوني باتيس
- 27 يناير – كريستي توليفير لاعبة كرة سلة أمريكية.
- 28 يناير – رافين ألكسيس ممثلة إباحية أمريكية.
- 31 يناير – فيكتور أورتيز
- 31 يناير – ماركوس مومفورد[9]

### فبراير
- 1 فبراير – جوسيبي روسي لاعب كرة قدم إيطالي.[10]
- 1 فبراير – روندا روزي
- 1 فبراير – هيذر موريس[11]
- 3 فبراير – دانيال جاكوبس ملاكم من الولايات المتحدة الأمريكية.
- 5 فبراير – دارين كريس[12]
- 5 فبراير – دونالد سانفورد
- 5 فبراير – كورتيس جيريلز لاعب كرة سلة أمريكي.
- 6 فبراير – إيميلى روزا
- 10 فبراير – أحمد نيفينس لاعب كرة سلة أمريكي.
- 10 فبراير – ديفون ألكسندر ملاكم من الولايات المتحدة الأمريكية.
- 10 فبراير – مورغان لويس لاعب كرة سلة أمريكي.
- 11 فبراير – مات بسلر لاعب كرة قدم أمريكي.[13]
- 14 فبراير – كانديس ويغينز لاعبة كرة سلة أمريكية.
- 17 فبراير – أليكس فروست ممثل أمريكي.[14]
- 20 فبراير – جيمس جونسون لاعب كرة سلة أمريكي.
- 20 فبراير – ريان زامروز لاعب كرة سلة أمريكي.
- 20 فبراير – مايلز تيلر ممثل أمريكي.
- 21 فبراير – آشلي غرين ممثلة أمريكية.[15]
- 23 فبراير – مالك هيرستون لاعب كرة سلة أمريكي.
- 24 فبراير – أشلي ووكر لاعبة كرة سلة أمريكية.
- 25 فبراير – جاستن عبدالقادر لاعب هوكي جليد من الولايات المتحدة الأمريكية.
- 26 فبراير – جوليا بوند ممثلة اباحية أمريكية.
- 26 فبراير – جيمس فيلديني
- 28 فبراير – تيم وارد لاعب كرة قدم من الولايات المتحدة الأمريكية.[16]
- 28 فبراير – جوش مكروبيرتس لاعب كرة سلة أمريكي.

### مارس
- 1 مارس – كشا[17]
- 1 مارس – كي سي ريفرز لاعب كرة سلة من الولايات المتحدة الأمريكية.
- 8 مارس – ديفون غراي ممثل أمريكي.[18]
- 9 مارس – باو واو[19]
- 11 مارس – تشينيميلو إلونو لاعب كرة سلة أمريكي.
- 13 مارس – ستيفان بونيو لاعب كرة سلة أمريكي.
- 13 مارس – ماركو اندريتي سائق سيارة سباق من الولايات المتحدة الأمريكية.
- 16 مارس – جامونت غوردون لاعب كرة سلة أمريكي.
- 16 مارس – لامونت ماك لاعب كرة سلة أمريكي.
- 16 مايو – مارسيو لاسيتر لاعب كرة سلة أمريكي.
- 17 مارس – روب كارداشيان
- 18 مارس – ريبيكا سوني سبّاحة من الولايات المتحدة الأمريكية.
- 18 مارس – سي جي مايلز لاعب كرة سلة أمريكي.
- 18 مارس – شيرون كولينز لاعب كرة سلة أمريكي.
- 19 مارس – إيه جاي لي[20]
- 20 مارس – تايلور دايفز موسيقية أمريكية.
- 20 مارس – جورج يوحنا لاعب كرة قدم من الولايات المتحدة الأمريكية.[21]
- 20 مارس – جون بروكمان لاعب كرة سلة أمريكي.
- 24 مارس – جو كرابنهوفت لاعب كرة سلة أمريكي.
- 25 مارس – بروس دجيتي لاعب كرة قدم أسترالي.[22]
- 26 مارس – أليكس مالاري لاعب كرة سلة من الولايات المتحدة الأمريكية.
- 29 مارس – ميغان فرازي لاعبة كرة سلة أمريكية.

### أبريل
- 2 أبريل – بريغا هيلان
- 3 أبريل – ريتشل بلوم[23]
- 3 أبريل – سال زيزو لاعب كرة قدم أمريكي.[24]
- 4 أبريل – تريفون هيوز لاعب كرة سلة أمريكي.[25]
- 4 أبريل – لوك زيلر لاعب كرة سلة أمريكي.
- 6 أبريل – مايك روز لاعب كرة سلة أمريكي.
- 6 أبريل – هيلاري رودا عارضة من الولايات المتحدة الأمريكية.[26]
- 7 أبريل – أبريل أونيل ممثلة اباحية أمريكية.[27]
- 7 أبريل – جاك جونسون ممثل أمريكي.
- 7 أبريل – جامار سميث لاعب كرة سلة أمريكي.
- 8 أبريل – جيك أندرسون لاعب كرة سلة أمريكي.
- 9 أبريل – جازمين سولفن
- 9 أبريل – جيسي مكارتني
- 10 أبريل – جايمي رين سميث
- 12 أبريل – إلانا غليزر
- 12 أبريل – بروكلين ديكر عارضة أزياء أمريكية.[28]
- 12 أبريل – شونا ليني ممثلة إباحية أمريكية.[29]
- 12 أبريل – مايكل رول لاعب كرة سلة من الولايات المتحدة الأمريكية.
- 15 أبريل – ديور لوهورن لاعب كرة سلة أمريكي.
- 15 أبريل – سميرة وايلي
- 16 أبريل – كيلين ماكوي
- 16 أبريل – كيني هايز لاعب كرة سلة أمريكي.
- 18 أبريل – لاري غوردون لاعب كرة سلة أمريكي.
- 18 أبريل – مات أندرسون
- 20 أبريل – أنجيل روبنسون لاعبة كرة سلة من الولايات المتحدة الأمريكية.
- 20 أبريل – جون باتريك أمدوري ممثل أمريكي.
- 21 أبريل – إريك ديفندورف لاعب كرة سلة أمريكي.
- 21 أبريل – جستين كارتر لاعب كرة سلة أمريكي.
- 22 أبريل – دانتي كانينغهام لاعب كرة سلة أمريكي.
- 25 أبريل – باك جاي بوم
- 25 أبريل – جوهان سميث لاعب كرة قدم أمريكي.[30]
- 25 أبريل – دونالد سيمز لاعب كرة سلة أمريكي.
- 26 أبريل – جيسيكا روز[31]
- 27 أبريل – جمال بويكين لاعب كرة سلة أمريكي.
- 27 أبريل – مورغان واربورتون
- 27 أبريل – نيكولاس ليفاس لاعب كرة سلة أمريكي.
- 28 أبريل – دايكوان كوك لاعب كرة سلة من الولايات المتحدة الأمريكية.
- 29 أبريل – أليخاندرو بيدويا لاعب كرة قدم أمريكي.[32]
- 29 أبريل – جيف أريس لاعب كرة سلة أمريكي.
- 29 أبريل – كيمبرلي جيست متسابقة دراجات أمريكية.

### مايو
- 1 مايو – أمير جونسون لاعب كرة سلة من الولايات المتحدة الأمريكية.
- 1 مايو – ايفان براون لاعب كرة قدم من الولايات المتحدة الأمريكية.
- 1 مايو – جيروم دايسون لاعب كرة سلة من الولايات المتحدة الأمريكية.
- 5 مايو – ويل بريتين ممثل أمريكي.
- 5 نوفمبر – أو جاي مايو لاعب كرة سلة أمريكي.
- 6 مايو – ليو ليونز لاعب كرة سلة من الولايات المتحدة الأمريكية.
- 7 مايو – آيدي براينت[33]
- 8 مايو – ماركوس جينيارد لاعب كرة سلة من الولايات المتحدة الأمريكية.
- 10 مايو – ويلسون تشاندلر لاعب كرة سلة أمريكي.
- 12 مايو – جوش بوستيك لاعب كرة سلة أمريكي.
- 13 مايو – كاري بريجان
- 13 مايو – كانديس أتشولا
- 13 مايو – هنتر باريش ممثل أمريكي.[34]
- 14 مايو – آمو
- 15 مايو – تيريس رايس لاعب كرة سلة أمريكي.
- 16 مايو – شارود كاري لاعب كرة سلة أمريكي.
- 16 مايو – مارسيو لاسيتر لاعب كرة سلة أمريكي.
- 17 مايو – أفري وارلي لاعبة كرة سلة من الولايات المتحدة الأمريكية.
- 20 مايو – جوليان رايت لاعب كرة سلة أمريكي.
- 21 مايو – جيروم راندل لاعب كرة سلة أمريكي.
- 23 مايو – براي وايت
- 26 مايو – مقتل ساكيا غان
- 27 مايو – مايكل براموس
- 29 مايو – ألونزو جي لاعب كرة سلة أمريكي.
- 29 مايو – ثاد ماكفادن لاعب كرة سلة من الولايات المتحدة الأمريكية.
- 31 مايو – شون فليمينغ ممثل أمريكي.
- 31 مايو – شين إدواردز لاعب كرة سلة من الولايات المتحدة الأمريكية.

### يونيو
- 1 يونيو – جيريل ماكنيل لاعب كرة سلة أمريكي.
- 2 يونيو – برايان فيسر لاعب كرة قدم من الولايات المتحدة الأمريكية.
- 2 يونيو – ديفيد هويرتاس لاعب كرة سلة بورتوريكي.
- 2 يونيو – ماثيو كوما موسيقي أمريكي.
- 5 يونيو – ماركوس ثورنتون لاعب كرة سلة أمريكي.
- 9 يونيو – دومينيك جونسون لاعب كرة سلة من الولايات المتحدة الأمريكية.
- 10 يونيو – جيريمي تشابيل لاعب كرة سلة أمريكي.
- 11 يونيو – إريك ماينور لاعب كرة سلة أمريكي.
- 13 يونيو – جون براينت لاعب كرة سلة من الولايات المتحدة الأمريكية.
- 14 يونيو – كاميرون راسل عارضة من الولايات المتحدة الأمريكية.
- 14 يونيو – ليفانس فيلدز لاعب كرة سلة من الولايات المتحدة الأمريكية.
- 16 يونيو – آبي إليوت[35]
- 16 يونيو – تيرانس وودبوري لاعب كرة سلة أمريكي.
- 16 يونيو – كيلي بلاتز
- 17 يونيو – كيندريك لامار
- 18 يونيو – ميلاني إغليسياس
- 20 يونيو – ريكو راموس ملاكم من الولايات المتحدة الأمريكية.
- 20 يونيو – كارستن بول لاعب كرة مضرب أسترالي.
- 21 يونيو – كيفن بالمر لاعب كرة سلة أمريكي.
- 22 يونيو – داني غرين لاعب كرة سلة من الولايات المتحدة الأمريكية.
- 28 يونيو – براندون بروكس لاعب كرة سلة أمريكي.
- 28 يونيو – تيرينس ويليامز لاعب كرة سلة أمريكي.
- 29 يونيو – لاندون ميلبورن لاعب كرة سلة من الولايات المتحدة الأمريكية.

### يوليو
- 1 أغسطس – يوليوس جاكسون ملاكم من الولايات المتحدة الأمريكية.
- 6 يوليو – ريكي سانشيز لاعب كرة سلة بورتوريكي.
- 7 يوليو – أليشا كلارك لاعبة كرة سلة أمريكية.
- 7 يوليو – جوليانا جويل[36]
- 9 يوليو – بليك سترود لاعب كرة مضرب أمريكي.[37]
- 9 يوليو – ريبيكا شوغر[38]
- 10 يوليو – فوغن دوغينز لاعب كرة سلة أمريكي.[39]
- 11 يوليو – كريستينا في[40]
- 11 يوليو – ويسلي جونسون لاعب كرة سلة أمريكي.
- 13 يوليو – أرينزي أونواكو لاعب كرة سلة أمريكي.
- 13 يوليو – كالانا غرين
- 14 يوليو – جاي بي برينس لاعب كرة سلة أمريكي.
- 14 يوليو – جيف فوت لاعب كرة سلة أمريكي.
- 14 يوليو – دان رينولدس موسيقي أمريكي.[41]
- 16 يوليو – أندرو جيمس ألين ممثل أمريكي.
- 16 يوليو – انالين ماكورد ممثلة أمريكية.
- 16 يوليو – كيرا باكلاند ممثلة أمريكية.
- 17 يوليو – كريس لو لاعب كرة سلة أمريكي.
- 19 يوليو – جون جونز
- 21 يوليو – أندرياس شرايبر لاعب كرة سلة من الولايات المتحدة الأمريكية.
- 21 يوليو – جين موريس لاعبة كرة سلة أمريكية.
- 21 يوليو – كارلا كورتيخو لاعبة كرة سلة بورتوريكية.
- 24 يوليو – مارا ويلسون
- 27 يوليو – جوردن هيل لاعب كرة سلة أمريكي.
- 27 يوليو – جيرماياه ريفرز لاعب كرة سلة أمريكي.
- 29 يوليو – جنيسيس رودريجيز[42]
- 31 يوليو – مايكل برادلي لاعب كرة قدم أمريكي.[43]

### أغسطس
- 1 أغسطس – أميليا روز
- 1 أغسطس – يوليوس جاكسون ملاكم من الولايات المتحدة الأمريكية.
- 3 أغسطس – أيه جاي سلاتر لاعب كرة سلة أمريكي.
- 4 أغسطس – ماريس سبيتس لاعب كرة سلة من الولايات المتحدة الأمريكية.
- 7 أغسطس – أليكس ستفسون لاعب كرة سلة من الولايات المتحدة الأمريكية.
- 10 أغسطس – أبنير كوتو
- 10 أغسطس – تيريل هاريس لاعب كرة سلة أمريكي.
- 12 أغسطس – إيليا ميلساب لاعب كرة سلة أمريكي.
- 12 أغسطس – نيت ميلر
- 13 أغسطس – آلي لونغ لاعبة كرة قدم من الولايات المتحدة الأمريكية.[44]
- 18 أغسطس – ميكا بورم
- 20 أغسطس – مايكل شاباز لاعب كرة مضرب أمريكي.
- 21 أغسطس – جودي ميكس لاعب كرة سلة أمريكي.
- 21 أغسطس – ديوانا بونر لاعبة كرة سلة أمريكية.
- 22 أغسطس – أبولو كروز مصارع محترف من الولايات المتحدة الأمريكية.[45]
- 23 أغسطس – دارين كوليسون لاعب كرة سلة أمريكي.
- 24 أغسطس – ترافيس والتون لاعب كرة سلة أمريكي.
- 25 أغسطس – بليك ليفلي ممثلة أمريكية.[46]
- 26 أغسطس – رايلي ستيل ممثلة اباحية وعارضة تعري أمريكية.
- 30 أغسطس – كاميرون فينلي ممثل أمريكي.

### سبتمبر
- 5 سبتمبر – جيلبرت براون لاعب كرة سلة أمريكي.
- 5 سبتمبر – لاسداريوس دان لاعب كرة سلة أمريكي.
- 7 سبتمبر – إيفان رايتشل وود[47]
- 7 سبتمبر – تي. غور لاعب كرة قدم من الولايات المتحدة الأمريكية.
- 8 سبتمبر – ديامون سيمبسون لاعب كرة سلة أمريكي.
- 8 سبتمبر – ديريك براون لاعب كرة سلة من الولايات المتحدة الأمريكية.
- 8 سبتمبر – نك وايز لاعب كرة سلة أمريكي.
- 11 سبتمبر – تايلر هوشلين ممثل أمريكي.
- 14 سبتمبر – أليد أمينو
- 16 سبتمبر – دارين كاغاسوف ممثل أمريكي.
- 19 سبتمبر – دانييل بانابيكر ممثلة أمريكية.
- 19 سبتمبر – كريس هاينز لاعب كرة سلة أمريكي.
- 21 سبتمبر – ريان غوزمان ممثل أمريكي.[48]
- 21 سبتمبر – كورتني باريس لاعبة كرة سلة أمريكية.
- 23 سبتمبر – سكايلر أستين ممثل أمريكي.[49]
- 24 سبتمبر – سبنسر تريت كلارك ممثل أمريكي.[50]
- 24 سبتمبر – غري دامون ممثل أمريكي.
- 26 سبتمبر – جيري سميث لاعب كرة سلة أمريكي.
- 28 سبتمبر – ترنس كروفورد ملاكم من الولايات المتحدة الأمريكية.
- 28 سبتمبر – ديفان داوني لاعب كرة سلة من الولايات المتحدة الأمريكية.
- 28 سبتمبر – هيلاري داف[51]
- 29 سبتمبر – دارينجتون هوبسون لاعب كرة سلة أمريكي.
- 29 سبتمبر – ديفيد ديل ريو ممثل أمريكي.

### أكتوبر
- 1 أكتوبر – أندي أوجيد لاعب كرة سلة أمريكي.
- 2 أكتوبر – ستيفن دينيس لاعب كرة سلة أمريكي.
- 3 أكتوبر – زليخة ريفيرا[52]
- 5 أكتوبر – برندان رايت لاعب كرة سلة من الولايات المتحدة الأمريكية.
- 5 أكتوبر – تيم ريم لاعب كرة قدم أمريكي.[53]
- 5 أكتوبر – ديلان فرنسيس
- 6 أكتوبر – ميليسا بيكر عارضة من الولايات المتحدة الأمريكية.
- 7 أكتوبر – أيدين إنغليش
- 7 أكتوبر – داميون جيمس لاعب كرة سلة أمريكي.
- 7 أكتوبر – سام كويري لاعب كرة مضرب أمريكي.
- 8 أكتوبر – دانيال ماكراي لاعبة كرة سلة أمريكية.
- 9 أكتوبر – أوبري كولمان لاعب كرة سلة أمريكي.
- 9 أكتوبر – دان ويرنر لاعب كرة سلة أمريكي.
- 9 أكتوبر – كريغ براكينس لاعب كرة سلة أمريكي.
- 9 أكتوبر – هنري ووكر لاعب كرة سلة من الولايات المتحدة الأمريكية.
- 10 أكتوبر – سكوتي رينولدز لاعب كرة سلة أمريكي.
- 11 أكتوبر – مايك كونلي جونيور لاعب كرة سلة أمريكي.[54]
- 13 أكتوبر – كريس سميث
- 14 أكتوبر – جاي فارو
- 18 أكتوبر – زاك إيفرون ممثل أمريكي.[55]
- 21 أكتوبر – آلان شاف
- 23 أكتوبر – ديفين سويتني لاعب كرة سلة أمريكي.
- 23 أكتوبر – كارميلا[56]
- 24 أكتوبر – جيريمي إيفانز لاعب كرة سلة أمريكي.
- 25 أكتوبر – بيل أميس لاعب كرة سلة من الولايات المتحدة الأمريكية.
- 26 أكتوبر – ريان ويتمان لاعب كرة سلة من الولايات المتحدة الأمريكية.
- 27 أكتوبر – أندرو بينوم لاعب كرة سلة أمريكي.
- 27 أكتوبر – شون بورتر ملاكم من الولايات المتحدة الأمريكية.
- 28 أكتوبر – فرانك أوشن موسيقي أمريكي.[57]
- 29 أكتوبر – خوسيه توريس لاعب كرة قدم أمريكي.[58]
- 29 أكتوبر – ديفيد غونزالفيز لاعب كرة سلة أمريكي.
- 30 أكتوبر – آشلي غراهام[59]

### نوفمبر
- 2 نوفمبر – كودي أوغستس لاعب كرة سلة أمريكي.
- 3 نوفمبر – تاي لوسون لاعب كرة سلة أمريكي.
- 4 نوفمبر – جيرمين بيل لاعب كرة سلة أمريكي.
- 5 نوفمبر – أو جاي مايو لاعب كرة سلة أمريكي.
- 5 نوفمبر – إيرين برادي
- 5 نوفمبر – كيفن جوناس موسيقي أمريكي.
- 7 نوفمبر – راشيل بروك سميث ممثلة أمريكية.
- 8 نوفمبر – أماندا تومسون لاعبة كرة سلة أمريكية.
- 8 نوفمبر – جوناثان جيبسون لاعب كرة سلة أمريكي.
- 10 نوفمبر – جيسيكا كيركلاند لاعبة كرة مضرب من الولايات المتحدة الأمريكية.
- 10 نوفمبر – دي جي أوغستين لاعب كرة سلة أمريكي.
- 11 نوفمبر – كلايف ويدن لاعب كرة سلة من الولايات المتحدة الأمريكية.
- 13 نوفمبر – دانا فولمر سبّاحة من الولايات المتحدة الأمريكية.
- 15 نوفمبر – كلفين هانا لاعب كرة سلة أمريكي.
- 16 نوفمبر – مات وليامز لاعب كرة قدم أمريكي.[60]
- 17 نوفمبر – كات ديلونا
- 18 نوفمبر – جاك ابيل[61]
- 19 نوفمبر – جوستين تابس لاعب كرة سلة من الولايات المتحدة الأمريكية.
- 21 نوفمبر – ماركيل همفري لاعب كرة سلة من الولايات المتحدة الأمريكية.
- 25 نوفمبر – تريفور بوكير لاعب كرة سلة أمريكي.
- 29 نوفمبر – واين إلينغتون لاعب كرة سلة أمريكي.
- 30 نوفمبر – نايومي[62]

### ديسمبر
- 2 ديسمبر – دوايت هاردي لاعب كرة سلة أمريكي.
- 3 ديسمبر – اليشيا ساكرامون لاعبة جمباز فني من الولايات المتحدة الأمريكية.
- 3 ديسمبر – ماثيو روجرز لاعب كرة سلة أمريكي.
- 3 ديسمبر – مايكل أنجارانو ممثل أمريكي.[63]
- 4 ديسمبر – أورلاندو براون[64]
- 4 ديسمبر – دري همنغواي[65]
- 7 ديسمبر – آرون كارتر مغني أمريكي.
- 7 ديسمبر – كريس كروكر
- 9 ديسمبر – جيرالد هندرسون جونيور لاعب كرة سلة أمريكي.
- 15 ديسمبر – ميكي غارسيا ملاكم من الولايات المتحدة الأمريكية.
- 17 ديسمبر – تشيلسي مانينغ[66]
- 18 ديسمبر – سولومون بوزمان لاعب كرة سلة أمريكي.
- 19 ديسمبر – رونان فارو
- 20 ديسمبر – مالكولم جنكينز لاعب كرة قدم أمريكية.
- 21 ديسمبر – ياسمين بيتي عارضة من الولايات المتحدة الأمريكية.
- 23 ديسمبر – بن هانسبروج لاعب كرة سلة أمريكي.
- 23 ديسمبر – روبرت لويري لاعب كرة سلة أمريكي.
- 28 ديسمبر – آدم غريغوري
- 28 ديسمبر – توماس ديكر ممثل أمريكي.[67]
- 29 ديسمبر – كاتي بلير عارضة من الولايات المتحدة الأمريكية.
- 29 ديسمبر – ماريو ليتل لاعب كرة سلة أمريكي.
- 30 ديسمبر – تيم سميتشك لاعب كرة مضرب من الولايات المتحدة الأمريكية.
- 30 ديسمبر – جيسون بوهانون لاعب كرة سلة أمريكي.
- 31 ديسمبر – جفريس كريتينتون لاعب كرة سلة أمريكي.

## وفيات

### يناير
- 15 يناير – راي بولجر (مواليد 1904) ممثل أمريكي.[68]
- 19 يناير – لورنس كولبرغ (مواليد 1927) عالم نفس أمريكي.[69]
- 28 يناير – جالو بلازا (مواليد 1906) سياسي أمريكي.

### فبراير
- 4 فبراير – كارل روجرز (مواليد 1902) عالم نفس أمريكي.[70]
- 5 فبراير – ويليام كولير جونيور (مواليد 1902) ممثل أمريكي.[71]
- 9 فبراير – لويس بلاك هاميت (مواليد 1894) كيميائي أمريكي.
- 10 فبراير – ويليام روز (مواليد 1914) كاتب سيناريو أمريكي.[72]
- 17 فبراير – برايس هارلو (مواليد 1916) سياسي أمريكي.
- 22 فبراير – آندي وارهول (مواليد 1928) فناناً أمريكياً.[73]
- 25 فبراير – جيمس كوكو (مواليد 1930)[74]

### مارس
- 2 مارس – راندولف سكوت (مواليد 1898)[75]
- 3 مارس – داني كاي (مواليد 1911)[76]
- 17 مارس – هالدان هارتلاين (مواليد 1903)
- 21 مارس – دينيسي مارتن (مواليد 1951)[77]
- 25 مارس – كارولين بابكوك (مواليد 1912) لاعبة كرة مضرب من الولايات المتحدة.
- 25 مارس – هنري لابويسي (مواليد 1904)[78]
- 26 مارس – والتر إيبل (مواليد 1898)[79]
- 29 مارس – ريتشارد ويلسون (مواليد 1920)[80]

### أبريل
- 11 أبريل – إرسكين كالدويل (مواليد 1903)[81]
- 19 أبريل – ماكسويل تايلور دافنبورت (مواليد 1901)[82]
- 29 أبريل – جوس جونسون (مواليد 1938) لاعب كرة سلة أمريكي.[83]

### مايو
- 1 مايو – ديك سورهوف (مواليد 1929) لاعب كرة سلة من الولايات المتحدة الأمريكية.
- 14 مايو – ريتا هيوارث (مواليد 1918)[84]
- 17 مايو – ويلبر كوهين (مواليد 1913) سياسي أمريكي.[85]
- 20 مايو – إلمر راي (مواليد 1911) ملاكم من الولايات المتحدة الأمريكية.
- 27 مايو – جون نورثروب (مواليد 1891)[86]

### يونيو
- 3 يونيو – جاكي فيلدز (مواليد 1908) ملاكم من الولايات المتحدة الأمريكية.
- 13 يونيو – جوني هاي (مواليد 1957) لاعب كرة سلة أمريكي.
- 13 يونيو – جيرالدين بيج (مواليد 1924) ممثلة أمريكية.[87]
- 21 يونيو – مجنون مونتز (مواليد 1914)
- 22 يونيو – فريد أستير (مواليد 1899)[88]
- 24 يونيو – جاكي غليسون (مواليد 1916)[89]
- 30 يونيو – كينغ دونوفان (مواليد 1918)[90]

### يوليو
- 12 يوليو – هارولد غودوين (مواليد 1902)[91]
- 20 يوليو – ريتشارد إيغان (مواليد 1921) ممثل أمريكي.[92]
- 25 يوليو – مالكولم بالدريدج، الابن (مواليد 1922) سياسي أمريكي.[93]

### أغسطس
- 16 أغسطس – نيك فانس (مواليد 1963) لاعب كرة سلة أمريكي.
- 19 أغسطس – هايدن رورك (مواليد 1910) ممثل أمريكي.[94]
- 26 أغسطس – فيرن جاردنر (مواليد 1925) لاعب كرة سلة أمريكي.
- 27 أغسطس – شارلي سمالز (مواليد 1943) ملحن أمريكي.[95]
- 28 أغسطس – جون هيوستن (مواليد 1906)[96]
- 29 أغسطس – لي مارفين (مواليد 1924) ممثل أمريكي.[97]

### سبتمبر
- 12 سبتمبر – جوزف لاوتن كولينز (مواليد 1896)
- 21 سبتمبر – جاكو باستوريوس (مواليد 1951)[98]
- 23 سبتمبر – بوب فوس (مواليد 1927)[99]
- 24 سبتمبر – درو بوديني براون (مواليد 1928)[100]
- 25 سبتمبر – ماري أستور (مواليد 1906)[101]
- 29 سبتمبر – هنري فورد الثاني (مواليد 1917) رائد أعمال من الولايات المتحدة الأمريكية.[102]
- 30 سبتمبر – ألفريد بستر (مواليد 1913)[103]

### أكتوبر
- 9 أكتوبر – كليربوث لوس (مواليد 1903)[104]
- 9 أكتوبر – وليم مورفي (مواليد 1892) طبيب من الولايات المتحدة الأمريكية.[105]
- 22 أكتوبر – ميريام مكيني (مواليد 1906) رسامة أمريكية.
- 25 أكتوبر – جيرالد بيرسون (مواليد 1905) فيزيائي أمريكي.
- 25 أكتوبر – لويس جوتمان (مواليد 1916) رياضياتي أمريكي.[106]
- 31 أكتوبر – جوزيف كامبل (مواليد 1904)

### نوفمبر
- 29 نوفمبر – جون هوارد بايل (مواليد 1906) سياسي أمريكي.[107]

### ديسمبر
- 1 ديسمبر – جيمس بالدوين (مواليد 1924)[108]
- 18 ديسمبر – هارولد تشارلز بولد (مواليد 1909) عالم نبات من الولايات المتحدة الأمريكية.[109]
- 21 ديسمبر – رالف نيلسون (مواليد 1916)[110]